# إيوين سبنسر
إيوين سبنسر (بالإنجليزية: Ewen Spencer)‏ هو مصور بريطاني، ولد في 1971.

## وصلات خارجية
- الموقع الرسمي